# Château de Montaigu-le-Blin
Le château de Montaigu-le-Blin est un ancien château fort, de nos jours ruiné, dont les vestiges se dressent sur la commune de Montaigu-le-Blin en région Auvergne-Rhône-Alpes.

## Localisation
Le château occupe le sommet d'une butte dominant le village de Montaigu-le-Blin, dans le département de l'Allier. Le château est situé dans le Bourbonnais entre les vallées de l'Allier et de la Besbre, dans la région naturelle dénommée la Forterre, surveillait de loin la route menant du val d'Allier à Lapalisse possession des Chabannes.

## Historique
Ce petit château, qui n'est pas antérieur au XIIIe siècle, fut très remanié à la Renaissance au milieu du XVe siècle, par Jacques de Chabannes, son propriétaire.
Le château est racheté le 11 novembre 1925 par quatre familles de Montaigu-le-Blin (MM. André Choisy, Marc Féjard, Albert Grellet-Dumazeau et Jacques de Vaulx) afin d'éviter son démantèlement pour l'utilisation de pierres à chaux. Il est classé monument historique le 14 avril 1926.

## Description
Le château, de plan centré, est entouré d'une enceinte flanquée à ses angles de tours cylindrique très rapprochées, deux grosses et trois petites. Une seconde enceinte en contrebas, de nos jours très ruinée, la doublait.
L'accès se fait par un pont-levis. Ce système de défense date du XIVe siècle, comme le logis situé à gauche du pont-levis. Le portail mouluré est plus récent et date du XVe siècle.
Au centre de l'enceinte s'élevait le donjon.